# Datsun
Datsun – japoński producent samochodów należący do koncernu Nissan Motor Co. Ltd.
Oryginalna produkcja rozpoczęła się w roku 1931. W latach 1958–1986 pojazdy eksportowane przez Nissana nosiły nazwę Datsun. W marcu 1986 roku Nissan wycofał nazwę Datsun z obiegu, aby ponownie ją wprowadzić w 2013 r. jako nazwę dla samochodów niskobudżetowych, przeznaczonych dla rynków rozwijających się.
W 1931 roku Dat Motorcar Co. postanowił nazwać swój nowy mały samochód „Datson”, jako mniejszy odpowiednik większego, już produkowanego, modelu DAT. Kiedy Nissan przejął kontrolę nad DAT w 1934 roku, nazwa „Datson” została zmieniona na „Datsun”, ponieważ nazwa końcówki „son” w języku japońskim oznacza m.in. „straty”. „Sun” natomiast odnosi się do słońca, które zostało przedstawione na japońskiej fladze narodowej. Sztandarowymi pojazdami marki były 510, roadster: Fairlady, a później Fairlady (240Z) coupe.

## Historia

### Historia – pochodzenie Datsun
Przed marką Datsun powstał samochód o nazwie DAT, zbudowany w 1914 roku przez Kaishinsha Motorcars Works (jap.  快 進 自動 車 工場 Kaishin Jidosha Kojo) w dzielnicy Azabu-Hiroo w Tokio. Nazwa nowego samochodu była skrótem od nazwisk partnerów firmy:
- Kenjiro Den (jap. 田 健次郎 Den Kenjirō)
- Rokuro Aoyama (jap. 青山 禄朗 Aoyama Rokurō)
- Meitaro Takeuchi (jap. 竹内 明太郎 Takeuchi Meitarō)

Przedsiębiorstwo zostało przemianowane na Kaishinsha Motorcar Co. w 1918 roku, siedem lat po utworzeniu, i ponownie w 1925 roku na DAT Car Co. DAT Motors oprócz samochodów osobowych DAT budowało również ciężarówki. W rzeczywistości ich moc koncentrowała się na ciężarówkach, ponieważ nie było prawie żadnego rynku konsumenckiego dla samochodów osobowych w tym czasie. Począwszy od roku 1918, pierwsze samochody DAT były montowane na rynek wojskowy. Niski popyt z rynku wojskowego w 1920 wymusił rozważenie połączenia DAT z innymi przedsiębiorstwami motoryzacyjnymi.
W 1930 roku japoński rząd stworzył rozporządzenie ministerialne, które pozwoliło samochodom z silnikami do 500 cm³ na jazdę bez licencji. DAT Automobile Manufacturing rozwinęła produkcję linii samochodów o poj. 495 cm³ do sprzedaży w tym nowym segmencie rynku, nazywając nowe małe samochody „Datson” – co znaczy „Syn DAT’a”. Nazwa została zmieniona na „Datsun” dwa lata później w 1933 roku.
Pierwszy prototyp Datson został zakończony w lecie 1931 roku. Produkcyjny pojazd nazwano Typ 10 Datson i „około dziesięciu” z tych samochodów sprzedano w 1931 roku, a około 150 samochodów w 1932 roku, zmieniając model na Datson Typ 11. W 1933 roku zmieniono przepisy rządowe, podnosząc pojemność silników do 750 cm³ (46 cu in). Te większe samochody firma nazwała jako typ 12s.
Do 1935 roku firma stworzyła prawdziwą linię produkcyjną, wzorując się na rozwiązaniach Forda i produkowała samochód ściśle przypominający Austina 7. Istnieją dowody na to, że sześć z tych wczesnych Datsunów było eksportowanych do Nowej Zelandii w 1936 roku, które następnie na rynku ponownie wprowadzono w maju 1962.
Po wybuchu wojny Japonii z Chinami w 1937 roku produkcja samochodów osobowych została ograniczona i od 1938 roku fabryka Yokohama Datsun skoncentrowała się na budowie pojazdów dla Cesarskiej Armii Japońskiej.
Po zakończeniu wojny na Pacyfiku Datsun zajął się zapewnieniem pojazdów siłom okupacyjnym. Trwało to do wznowienia produkcji samochodów w 1947 roku. Tak jak przed wojną, Datsun ściśle wzorował się na ich współczesnych samochodach Austin: powojennych produktach, które zostały wybrane w Devon i Somerset. Dopiero w 1955 roku Datsun zaoferował swoją rodzimą konstrukcję. Tego roku okupant zwrócił zakłady produkcyjne, fabryka wróciła pod kontrolę japońską, a Datsun wprowadził modele 110 sedan i 120 pickup oparte na modelu 110.

### Uruchomienie produkcji – powrót Datsuna

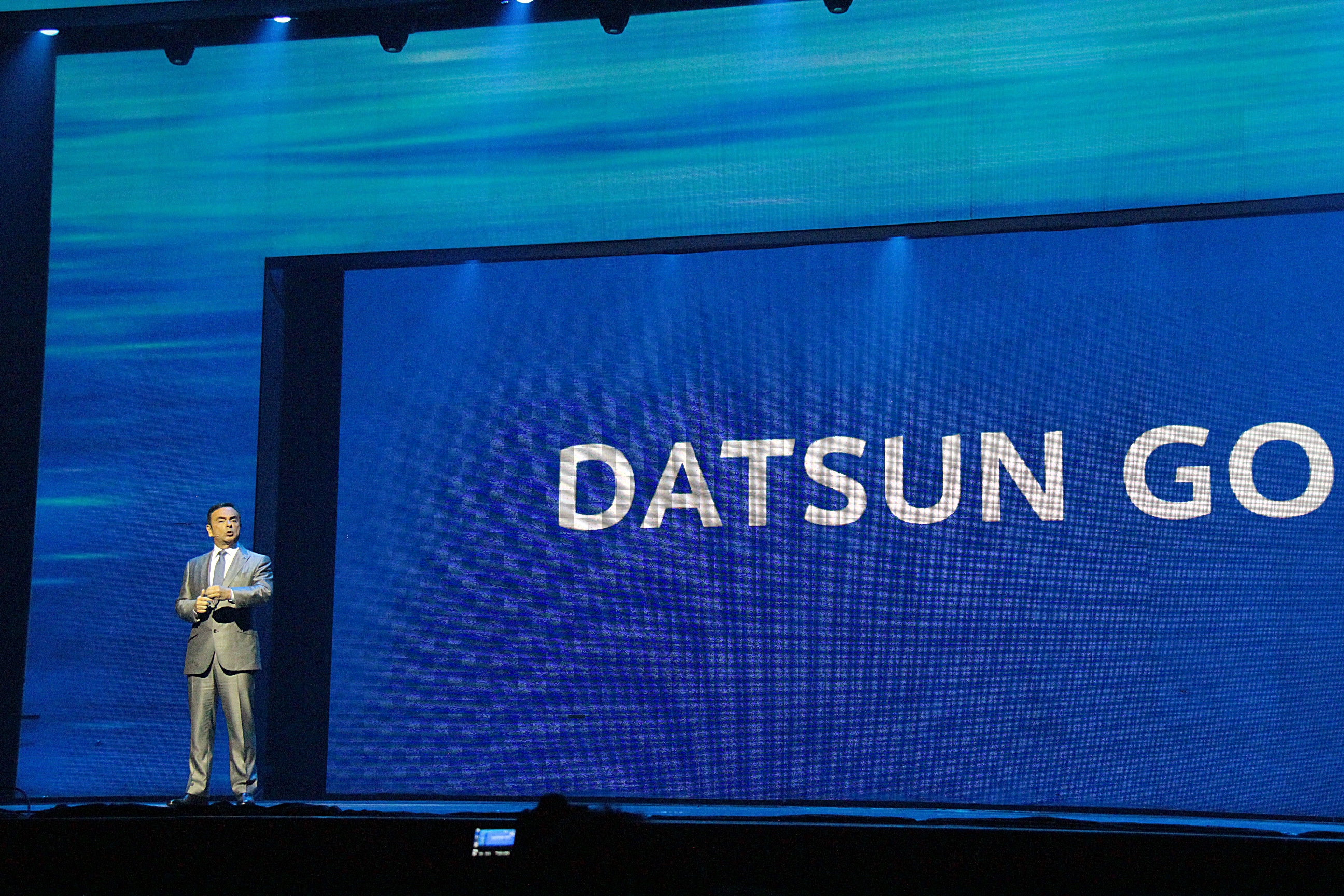
Carlos Ghosn przy reprezentacji Datsuna Go w Nowym Delhi, w Indiach

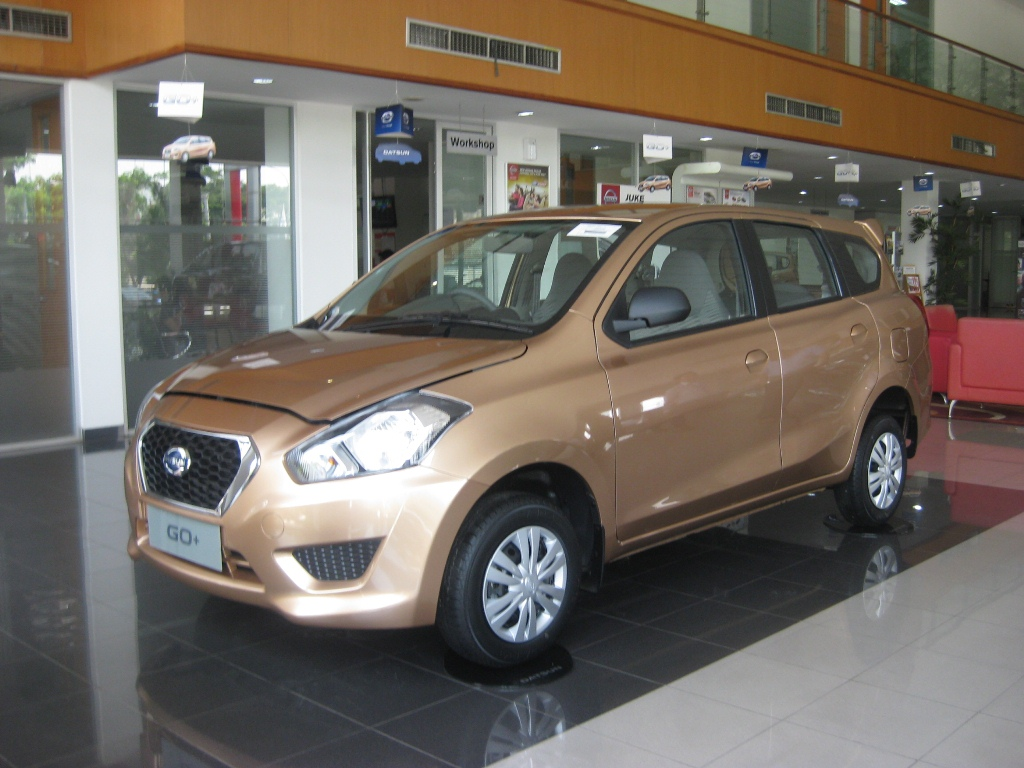
2014 Datsun Go+

20 marca 2012 roku ogłoszono, że Nissan będzie wskrzeszał markę Datsun na rynki Indonezji, RPA, Indii i Rosji. 5 lipca 2013 r. Datsun został formalnie ponownie uruchomiony jako tania marka typu low-cost, prawie trzy dekady po tym, jak został zamknięty w 1986 roku. Przedstawiciel CEO Nissana Carlos Ghosn zapowiedział, że oparcie reputacji marki na wartości i niezawodności pomoże zwiększyć udział w rynku na rynkach wschodzących i rozwijających.
W kwietniu 2014 roku pierwszy model na rynek rosyjski, Datsun on-Do, bazujący na platformie i podzespołach Łady Granta, został uruchomiony w fabryce AwtoWAZ w Togliatti, w Rosji. W lipcu została wprowadzona na rynek rosyjski odmiana hatchbacka modelu mi-Do, bazująca na podzespołach siostrzanej odmiany Łady Kalina i Granta.

## Modele samochodów

### Osobowe
- Fairlady
- Micra
- Z240Z
- 100a

#### Prototypy
- Datsun redi-Go (2014)

### Obecne modele

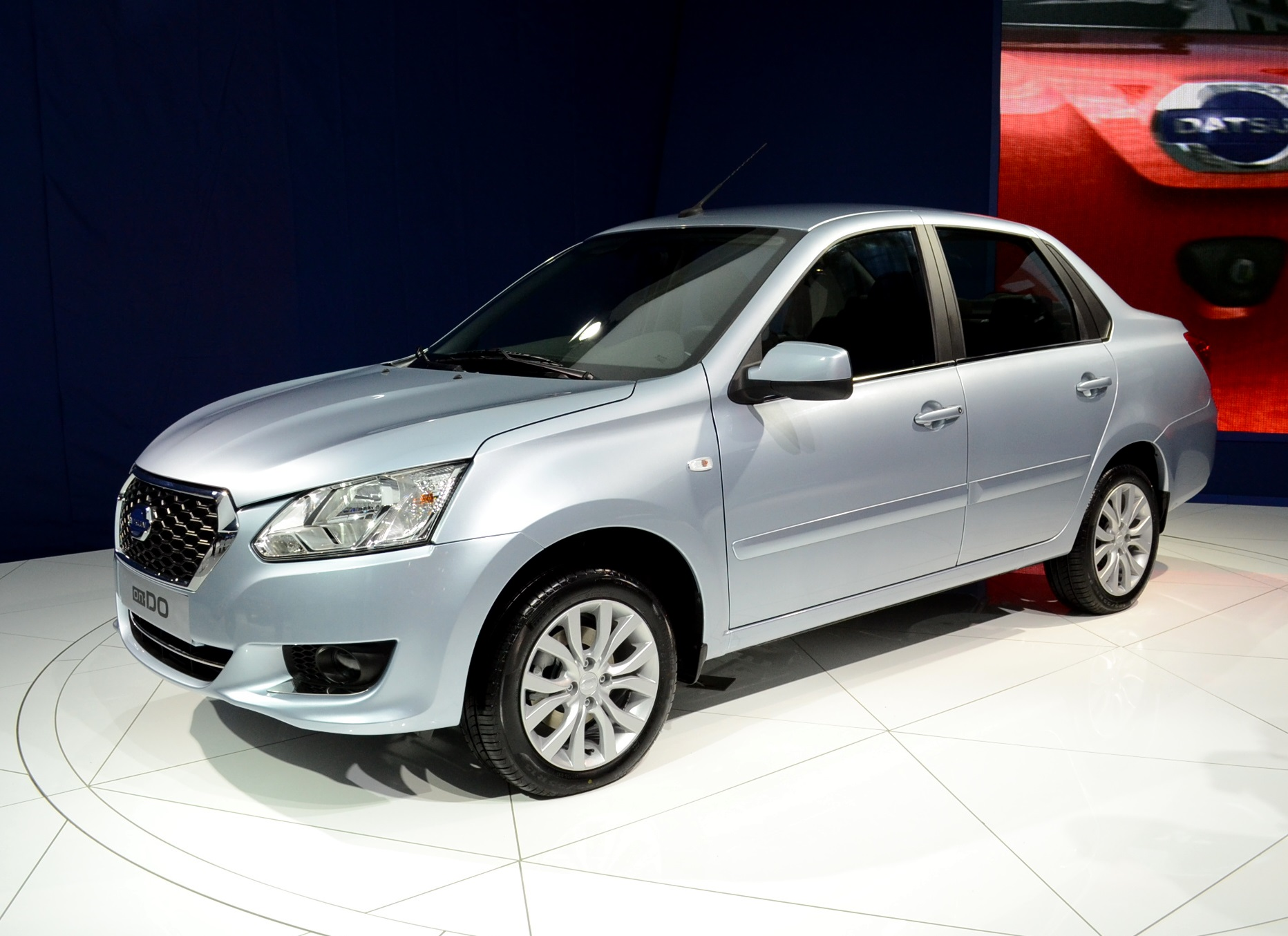
Datsun on-Do (2014–)

- Datsun Go (2013)
- Datsun Go+ (2013)
- Datsun on-Do (2014)
- Datsun mi-DO (2014)